# Мастигонема
Мастигонеми (грец. mastix — батіг, nema — нитка) —  тонкі придатки джгутика деяких еукаріотних клітин (бокові вирости на поверхні джгутиків у вигляді субмікроскопічних волосків). Мають різноманітну будову та розмір. Слугують для покращення зчеплення джгутика з середовищем. Своєрідні мастигонеми (продукт діяльності апарату Гольджі) страменопілів призводять до руху клітини у зворотному напрямку порівняно з такою ж самою клітиною без мастигонем. 
Мастигонеми ділять на трубчасті та прості; трубчасті складаються, зазвичай, з 2 чи 3 відділів. Тричленні мастигонеми трапляються, головним чином, у страменопілів, двочленні — у криптофітових водоростей, а прості — і в тих, і в низки інших груп. У клітин, які мають багато джгутиків, а також у клітин з війками й у паразитичних форм мастигонем немає.
Довжина мастигонеми — порядку мікрометра, товщина — одиниці чи десятки нанометрів. Трубчасті мастигонеми товстіші (зазвичай >15 нм) і жорсткіші, ніж прості. І ті, й інші складаються із глікопротеїнів або полісахаридів (у зелених і харофітових водоростей).

## Опис

### Мастигонеми страменопілів
Для страменопілів характерні тричленні мастигонеми на передньому джгутику. Це їх єдина синапоморфна морфологічна ознака. Типова мастигонема страменопілів складається із морквоподібної основи завдовжки 0,1—0,3 мкм, трубчастої ділянки довжиною 0,7—2,0 мкм і діаметром 13—20 нм і одного-трьох дуже тонких кінцевих волосків довжиною до 0,5 мкм. У золотистих водоростей на трубчатій частині можуть бути й бокові волоски. Мастигонеми страменопілів розташовані на джгутиках двома протилежними рядами, з'єднуючись дублетами мікротрубочок аксонеми. Можуть бути прикріплені по одній або пучками. Ряди мастигонем лежать у площині згинання джгутика, що важливо для їх роботи.
Мастигонеми страменопілів збільшують ефективність роботи джгутика. При цьому вони змінюють напрям руху клітини: хвиля, що пробігає від основи до кінчика джгутика, за наявності мастигонем (так звичайно буває у страменопілів) пересуває організм у напрямку свого руху, а за відсутності мастигонем — у протилежному. У зв'язку з цим Томас Кавальє-Сміт в 1986 році назвав мастигонеми страменопіл ретронемами. Але згодом деякі автори стали розуміти під цією назвою двочленні трубчасті мастигонеми, характерні для криптофітових водоростей[джерело?].
Мастигонеми страменопілів утворюються в спеціальних прямокутних розширеннях ендоплазматичної мережі або ядерній мембрані; «пачки» мастигонем, що формуються (промастигонем), легко помітити під електронним мікроскопом. Пізніше мастигонеми виділяються на поверхні клітини та трансформують по її мембрані на джгутик. У опаліни Proteromonas мастигонем на джгутиках немає, але вони є на самій клітині (єдиний відомий випадок серед страменопілів), а саме на її задній частині. Такі мастигонеми називають соматонемами. У золотистих водоростей разом із тричленними мастигонемами є прості (не поділені на відділи), тонші та довші. 
Білки мастигонем страменопілів деякими доменами схожі на тенасцини — позаклітинні глікопротеїни тварин, що може вказувати на їх походження від будь-яких позаклітинних глікопротеїнів[джерело?].

### Мастигонеми криптист
У одній із груп криптистів — криптофітових водоростей — є двочленні мастигонеми (що складаються з трубчатої основної частини і/та одного або декількох тонких кінцевих волосків). Такою будовою вони відрізняються від мастигонем усіх інших організмів. У Hemiselmis, на відміну від інших криптофітів, волоски (різної довжини) є й на трубчатій частині мастигонем. Як правило, мастигонеми криптофітів розташовані у два ряди на довгому джгутику та в один — на короткому. Трапляються й інші варіанти їх розташування. 
Мастигонеми криптофітів, як і страменопілів, утворюються в ендоплазматичній мережі й порожнинах, утворених ядерною мембраною. Разом із двочленними мастигонемами у цих організмах бувають і не трубчаті. Крім того, джгутики криптофітів можуть бути вкриті органічними лусочками діаметром приблизно 150 нм.
Крім криптофітів, трубчасті мастигонеми відомі й у деяких інших криптистів  — Palpitomonas  і Lateronema. Їх мастигонеми тричленні. Судячи з родинних зв'язків цих організмів, тричленні мастигонеми, імовірно, були й в останнього спільного предка криптистів, згідно з реконструкцією, вони у нього вкривали тільки передній джгутик, як і у страменопілів. Однак, чи гомологічні мастигонеми криптистів і страменопілів, невідомо. 
Напрямок руху клітини мастигонеми криптистів (як криптофітових, так й інших), наскільки відомо, не змінюють. 

### Мастигонеми інших організмів
У організмів інших груп трапляються майже виключно прості мастигонеми. Для динофлагелят (представників альвеолят - близьких родичів страменопілів) характерні 1-3 ряди мастигонем на поздовжньому джгутику і один ряд — на поперечному. Мастигонеми динофлагеллят можуть відповідати кінцевим волоскам мастигонем страменопіл. У ризаріїв мастигонеми трапляються рідко — лише у церкозоїв і форамініфер. У хлорарахніофітових водоростей мастигонеми дуже тонкі і вкривають джгутик з усіх боків; для форамініфер характерна єдина мастигонема на кінці джгутика. У більшості гаптофітових джгутики гладенькі, але в деяких із них обидва джгутики вкриті простими мастигонемами. У водоростей Reticulosphaera socialis, належність якої до гаптофітів суперечлива, мастигонеми товсті, трубчасті, одночленні і є не тільки на джгутику, але і на решті поверхні клітини. У евгленових водоростей на джгутику є мастигонеми одразу двох типів: короткі, з'єднані в пучки по 3-4, розташовані спірально, і довгі, розташовані в ряд по одній. Їх довжина лежить у межах від десяти долей мікрометра до декількох мкм, а товщина складає приблизно 5 нм. Прості мастигонеми характерні для деяких інших евгленозой, трапляються як на джгутиках, так і на тілі клітини. У глаукофітових водоростей на кожному джгутику є два ряди мастигонем. Серед зелених водоростей мастигонеми є лише в деяких представників. Крім того, на їх джгутиках трапляються полісахаридні трубчаті волоски або волосоподібні лусочки, що утворюються в комплексі Ґольджі, теж іноді звані мастигонемами. У вищих рослин мастигонем немає. Це також стосується й більшості задньоджгутикових, але у хоанофлагелят і хоаноцитів губок мастигонеми виявлено. У губок вони розташовані двома рядами, мають довжину 0,2—0,3 мкм і діаметр 2 нм.